# Lampetis webbii
Lampetis webbii är en skalbaggsart som först beskrevs av Leconte 1858.  Lampetis webbii ingår i släktet Lampetis och familjen praktbaggar. Inga underarter finns listade i Catalogue of Life.